# Petter Dass Museum
Het Petter Dass Museum (Noors: Petter Dass-museet) is een museum gewijd aan de priester en dichter Petter Dass in Alstahaug, Noorwegen. Het is opgericht in 1966 en is onderdeel van het overkoepelende Helgeland Museum (een groep van 18 musea die met elkaar samenwerken).
Het museum bestaat uit verschillende gebouwen. De oudste gebouwen op het erf zijn de oude pastorie, die dateert uit de eerste helft van de 18e eeuw. De pastorie heeft wisselende tentoonstellingen en een interieurinrichting uit de 16e en 17e eeuw. Tijdens het zomerseizoen worden regelmatig rondleidingen door de pastorie aangeboden. De oude gebouwen zijn alleen open tijdens het zomerseizoen, van juni tot augustus, of op afspraak.

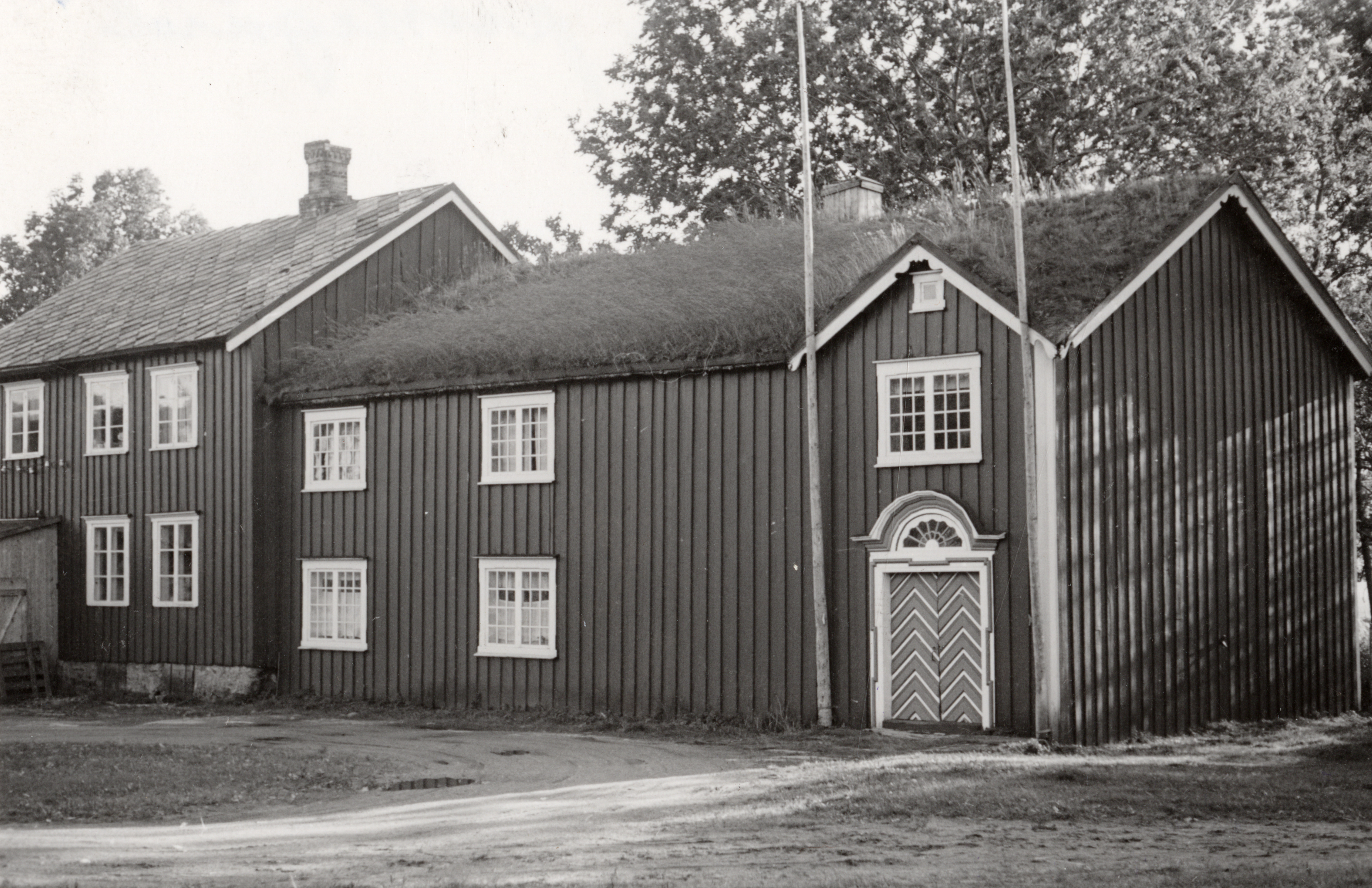
De oude pastorie van de kerk van Alstahaug maakt deel uit van het museum.

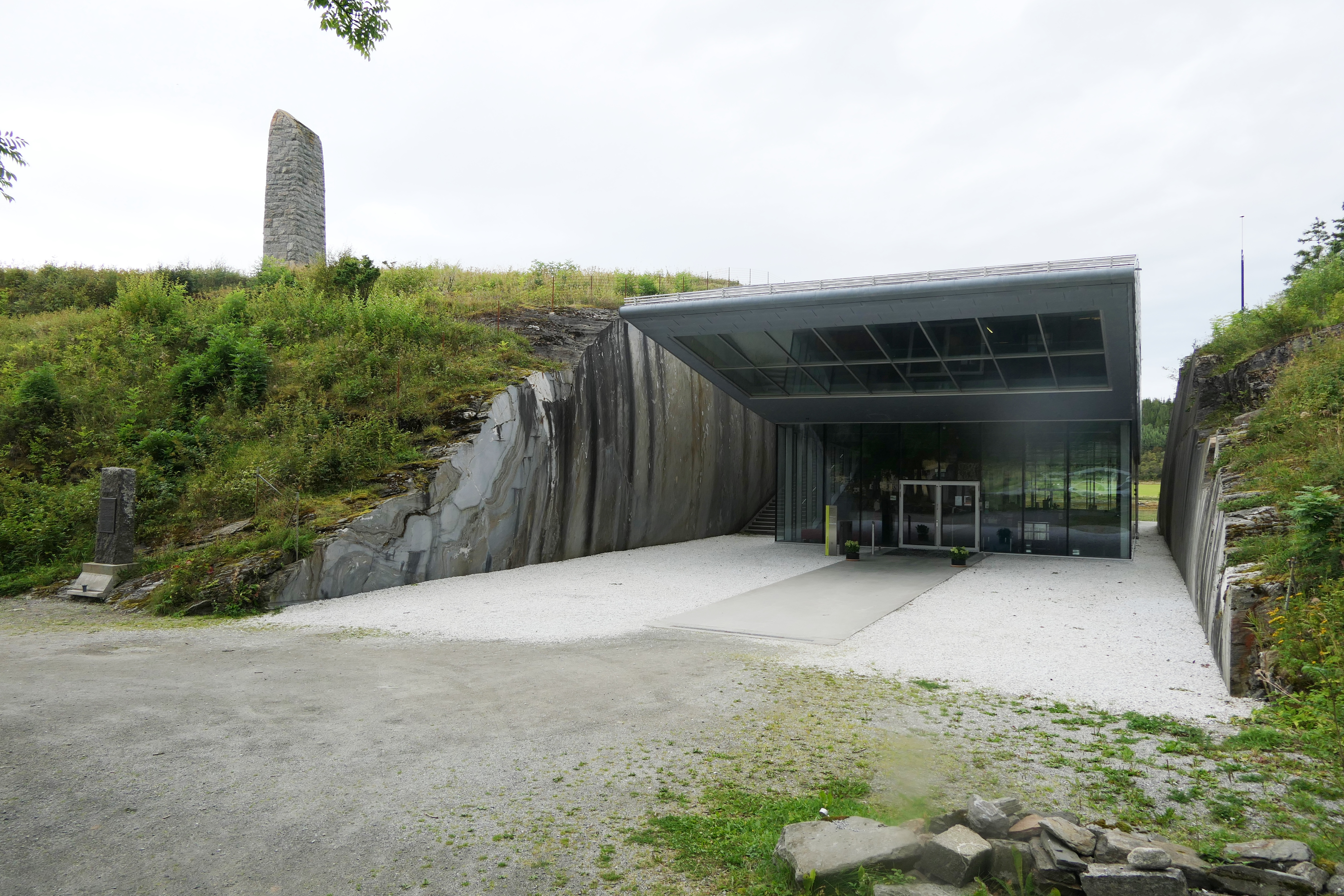
Gebouwd in een uitgezaagde nis in de rots

Het omliggende gebied is een recreatiegebied voor zowel buurtbewoners als bezoekers. De binnenplaats, kerk, begraafplaats en gebouwen worden beschermd door het Noorse Directoraat voor Cultureel Erfgoed.
De oude pastorie van de kerk van Alstahaug maakt deel uit van het Petter Dass Museum.
In september 2005 werd gestart met de bouw van een nieuw museumgebouw en werd er een parkeerplaats aangelegd. De opening werd meerdere keren uitgesteld en vond uiteindelijk op 20 oktober 2007 plaats. Het gebouw is ontworpen door architectenbureau Snøhetta. Het nieuwe museumgebouw is het hele jaar door elke dag geopend, behalve op maandag en bepaalde feestdagen. De bouw van het museum kostte ongeveer 90 miljoen Noorse kroon (gelijk aan circa 9 miljoen euro) en werd gefinancierd met steun van de gemeente, de provinciegemeente en de staat, evenals particuliere donoren.